# Juniperus australis
Juniperus australis là một loài thực vật hạt trần trong họ Cupressaceae. Loài này được Endl. Pilg. mô tả khoa học đầu tiên năm 1913.